# Cavernicola
Cavernicola is een geslacht van wantsen uit de familie van de Reduviidae (Roofwantsen). Het geslacht werd voor het eerst wetenschappelijk beschreven door Barber in 1937.

## Soorten
Het genus bevat de volgende soorten:

- Cavernicola lenti Barrett & Arias, 1985
- Cavernicola pilosa Barber, 1937